# (4596) 1981 QB
(4596) 1981 QB è un asteroide near-Earth, appartenente al gruppo degli asteroidi Amor. Scoperto nel 1981, presenta un'orbita caratterizzata da un semiasse maggiore pari a 2,2387284 au e da un'eccentricità di 0,5199544, inclinata di 37,07694° rispetto all'eclittica.
Dal 14 maggio 2021, quando 3708 Socus ricevette la denominazione ufficiale, è l'asteroide non denominato con il più basso numero ordinale.